# Svenevik
Svenevik är en tätort i Lyngdals kommun i Agder fylke i södra Norge. Orten ligger vid fylkesväg 480, på västra sidan av Rosfjorden, sydväst om staden Lyngdal.